# Wernberg (Kärnten)
Wernberg (slowenisch Vernberk) ist eine Gemeinde mit 5662 Einwohnern (Stand 1. Jänner 2025) im Bezirk Villach-Land in Österreich, im Bundesland Kärnten.

## Geographie
| Wernberg liegt in den Ossiacher Tauern, östlich von Villach und zwischen Ossiacher See (im Norden), Wörthersee (im Osten) und Faaker See (im Süden des Gemeindegebiets). Beinahe die Hälfte der Gemeindefläche ist Wald, rund dreißig Prozent werden landwirtschaftlich genutzt. Wernberg ist in die fünf Katastralgemeinden Neudorf (Nova vas), Sand (Pešče), Trabenig (Trabenče), Umberg (Umbar) und Wernberg (Vernberk) gegliedert. Das Gemeindegebiet umfasst folgende 24 Ortschaften (in Klammern der slowenische Ortsname und die Einwohnerzahl Stand 1. Jänner 2025): | Die zur Anzeige dieser Grafik verwendete Erweiterung wurde dauerhaft deaktiviert. Wir arbeiten aktuell daran, diese und weitere betroffene Grafiken auf ein neues Format umzustellen. (Mehr dazu) |

- Damtschach (Domačale) (269)
- Dragnitz (Dragniče) (73)
- Duel (Dolje) (211)
- Föderlach I (Podravlje) (1032)
- Föderlach II (Podravlje) (64)
- Goritschach (Goriče) (398)
- Gottestal (Skočidol) (187)
- Kaltschach (Hovče) (540)
- Kantnig (Konatiče) (64)
- Kletschach (Kleče) (40)
- Krottendorf (Kročja vas) (144)
- Lichtpold (Lihpolje) (228)
- Neudorf (Nova vas) (290)
- Ragain (Draganje) (153)
- Sand (Pešče) (101)
- Schleben (Šleben) (36)
- Stallhofen (Štavf) (230)
- Sternberg (Strmec) (75)
- Terlach (Trnovlje) (189)
- Trabenig (Trabenče) (244)
- Umberg (Umbar) (370)
- Wernberg (Vernberk) (631)
- Wudmath (Vudmat) (62)
- Zettin (Cetinje) (31)

### Nachbargemeinden

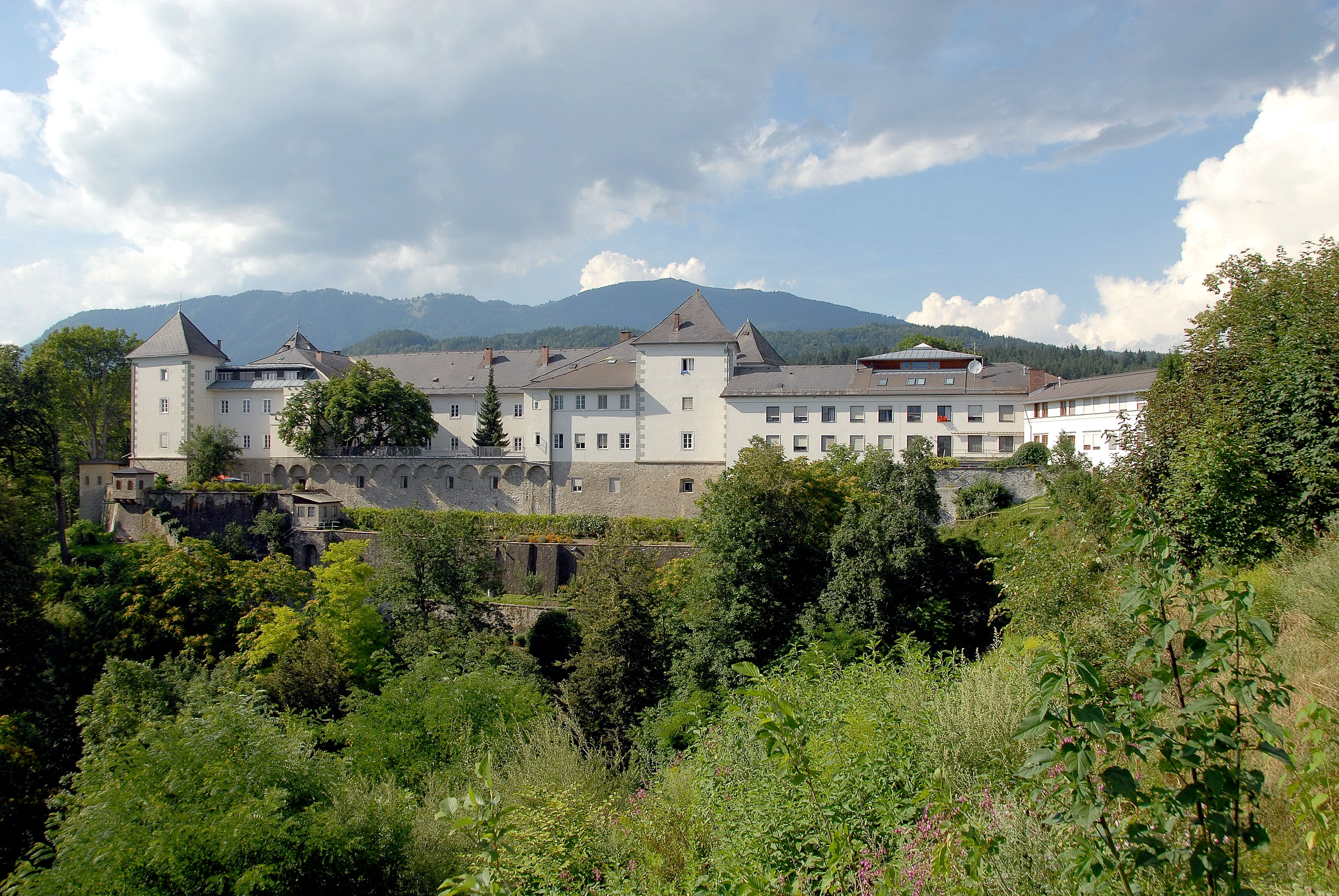
Renaissance-Schloss und Kloster Wernberg

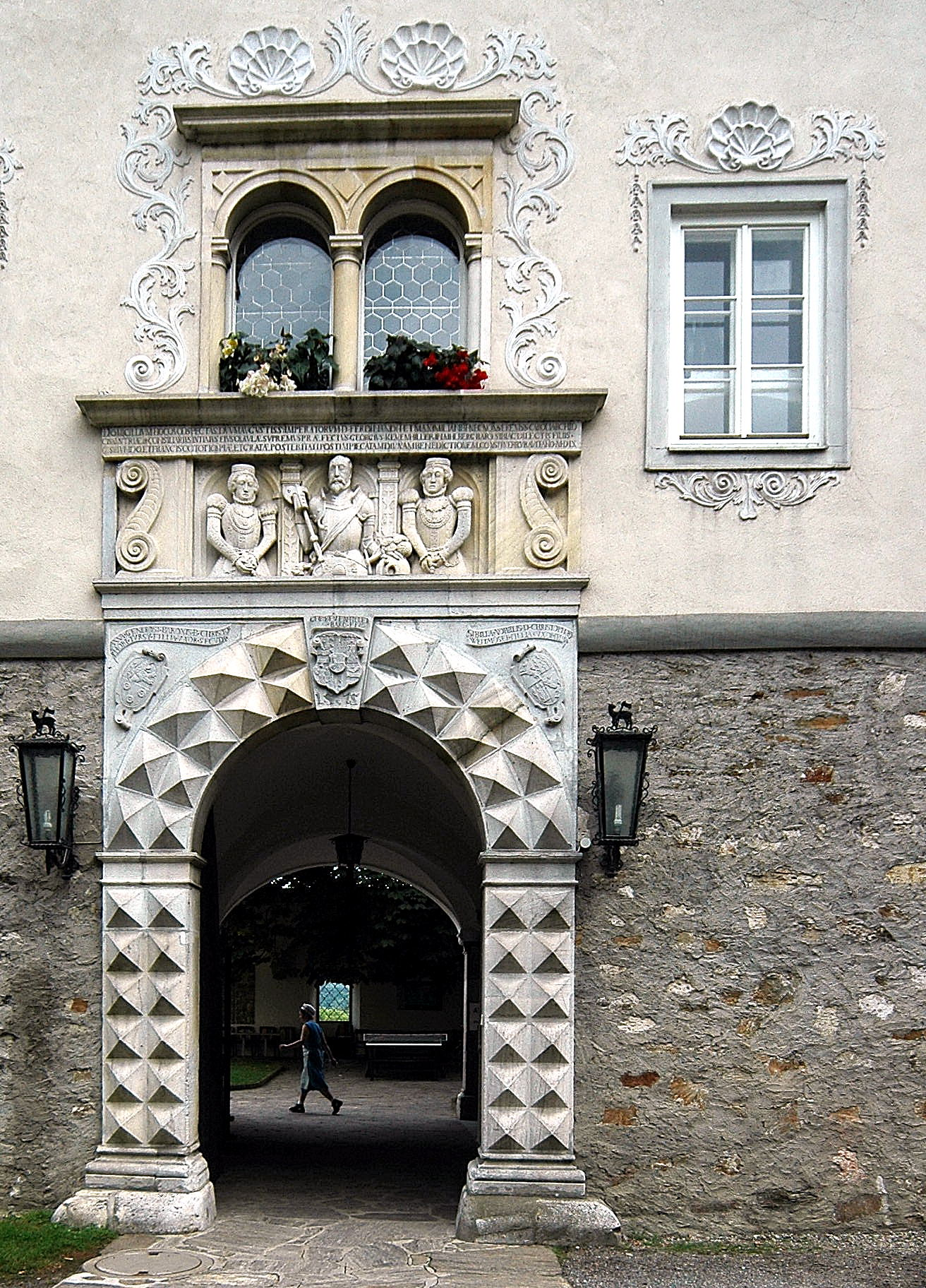
Hauptportal des Schlosses Wernberg aus dem Jahr 1575

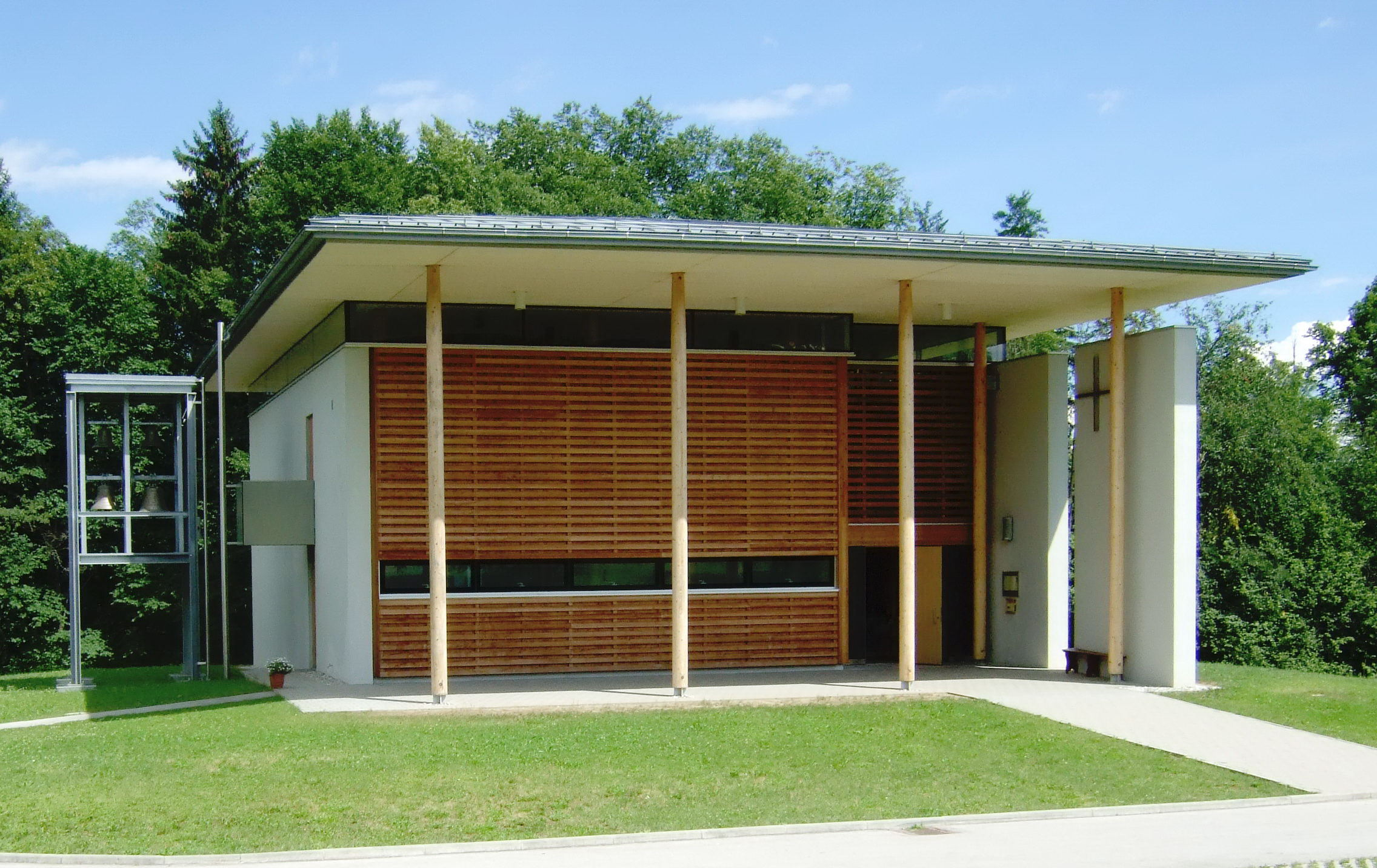
Pfarrkirche Heiliger Johannes der Täufer in Damtschach

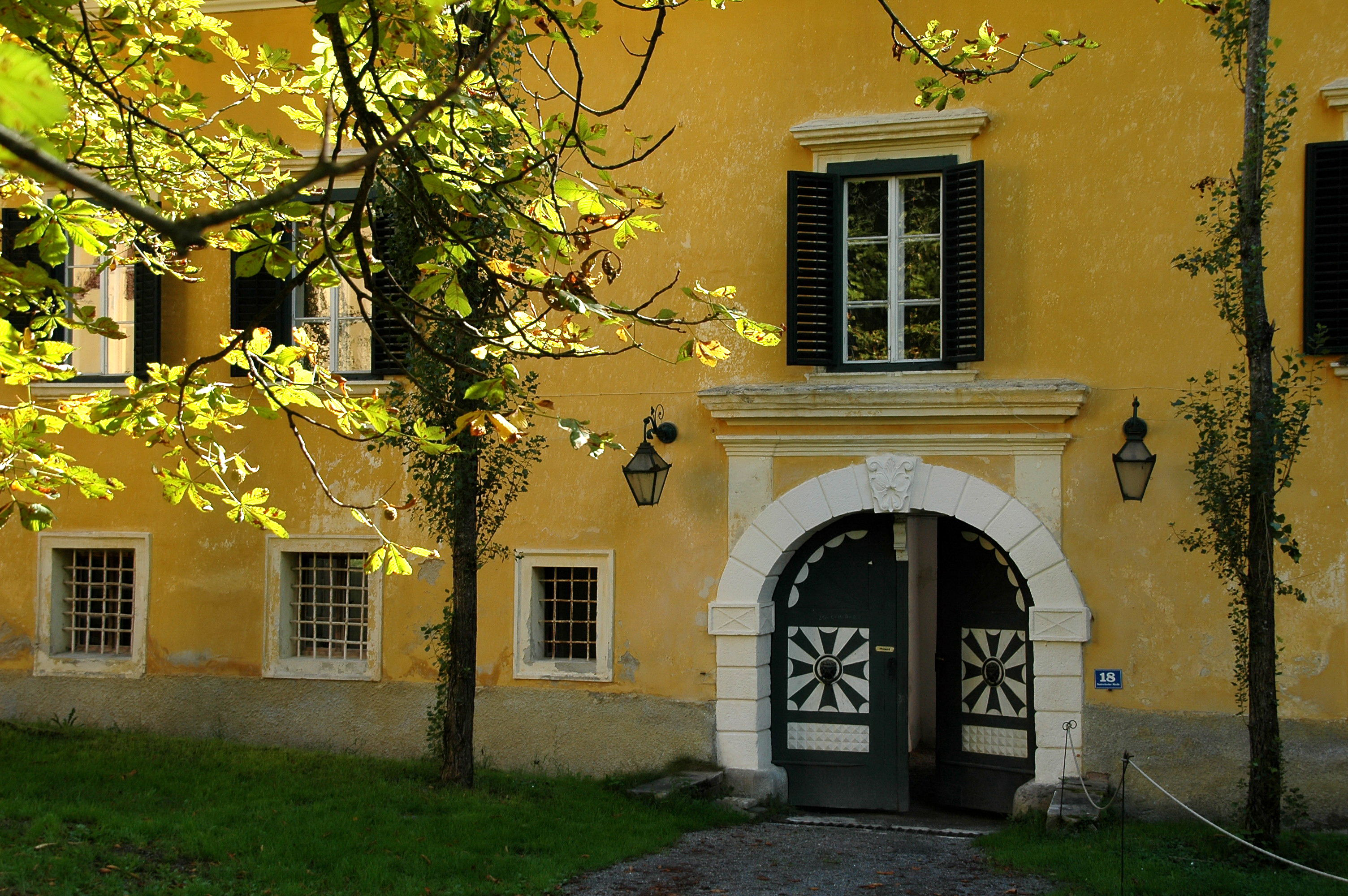
Schloss Damtschach

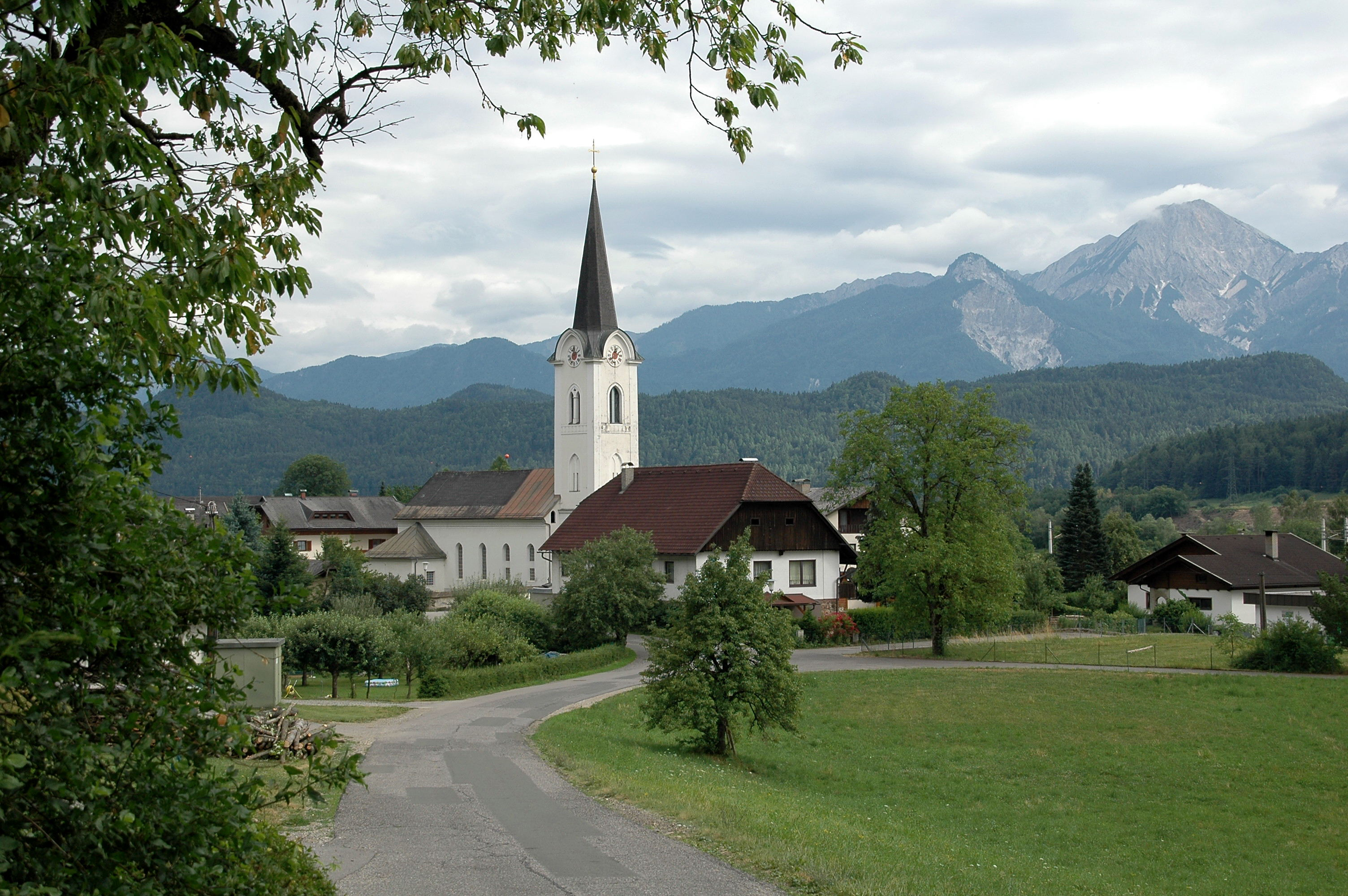
Gottestal mit Mittagskogel

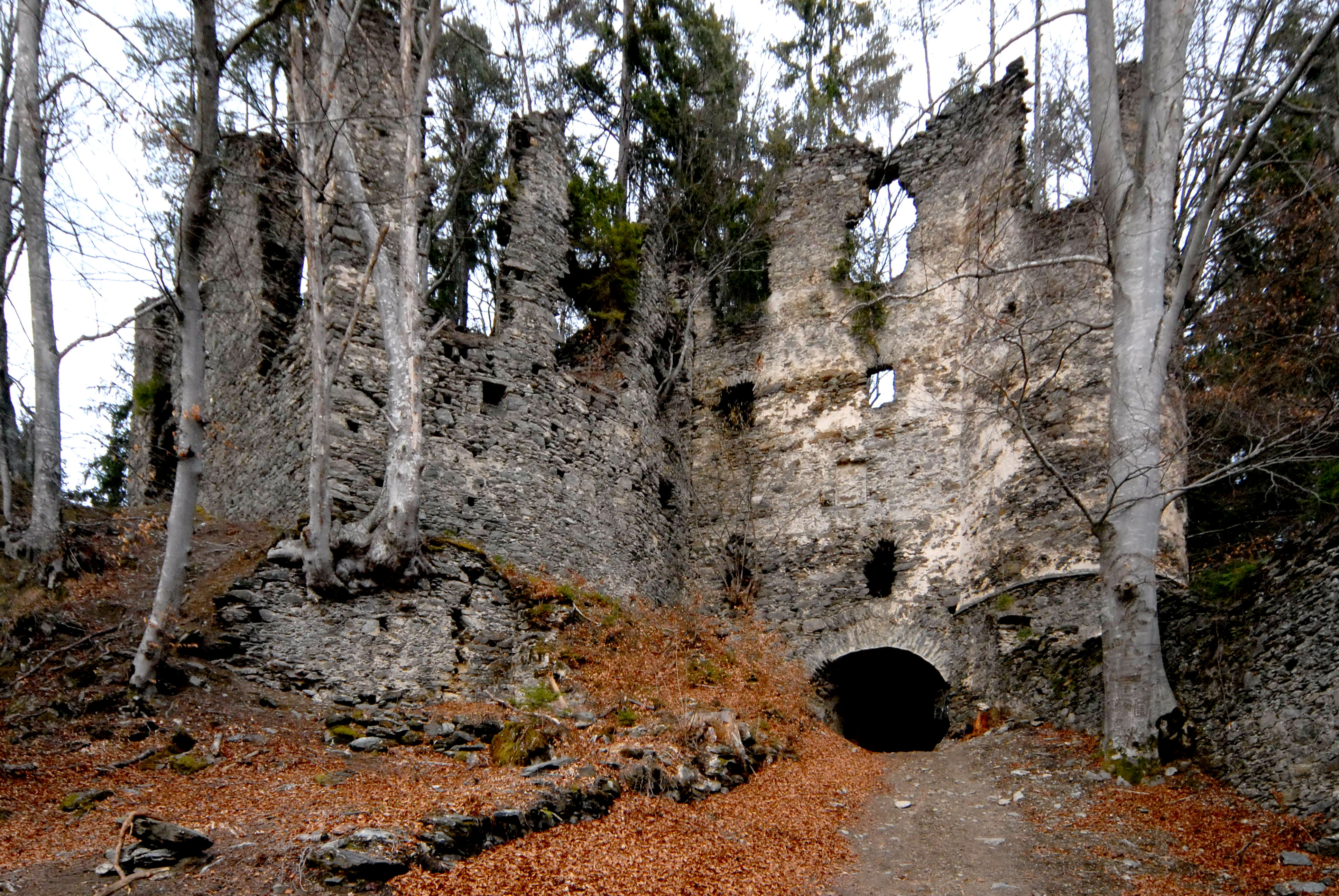
Ruine Eichelberg

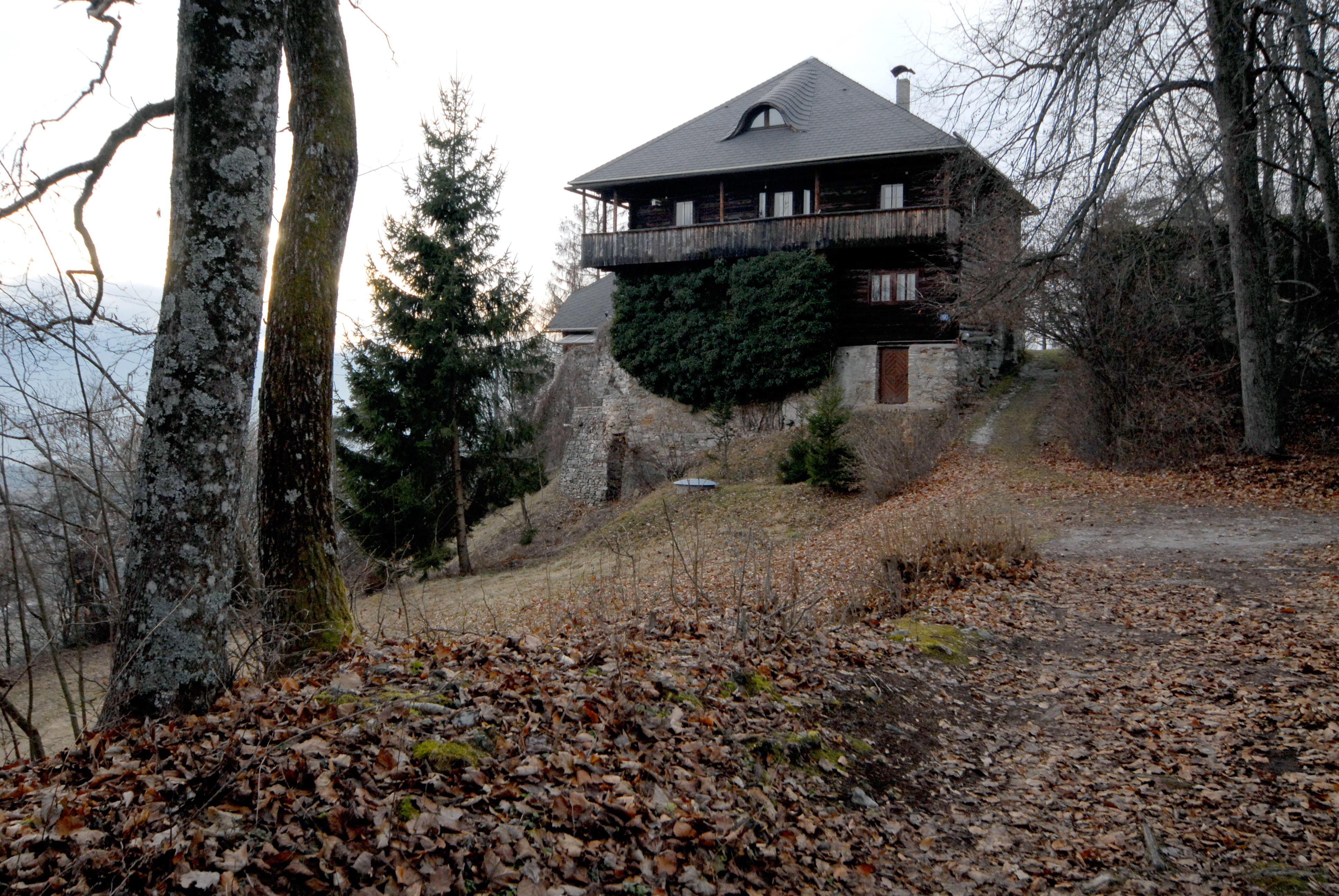
Burg Sternberg

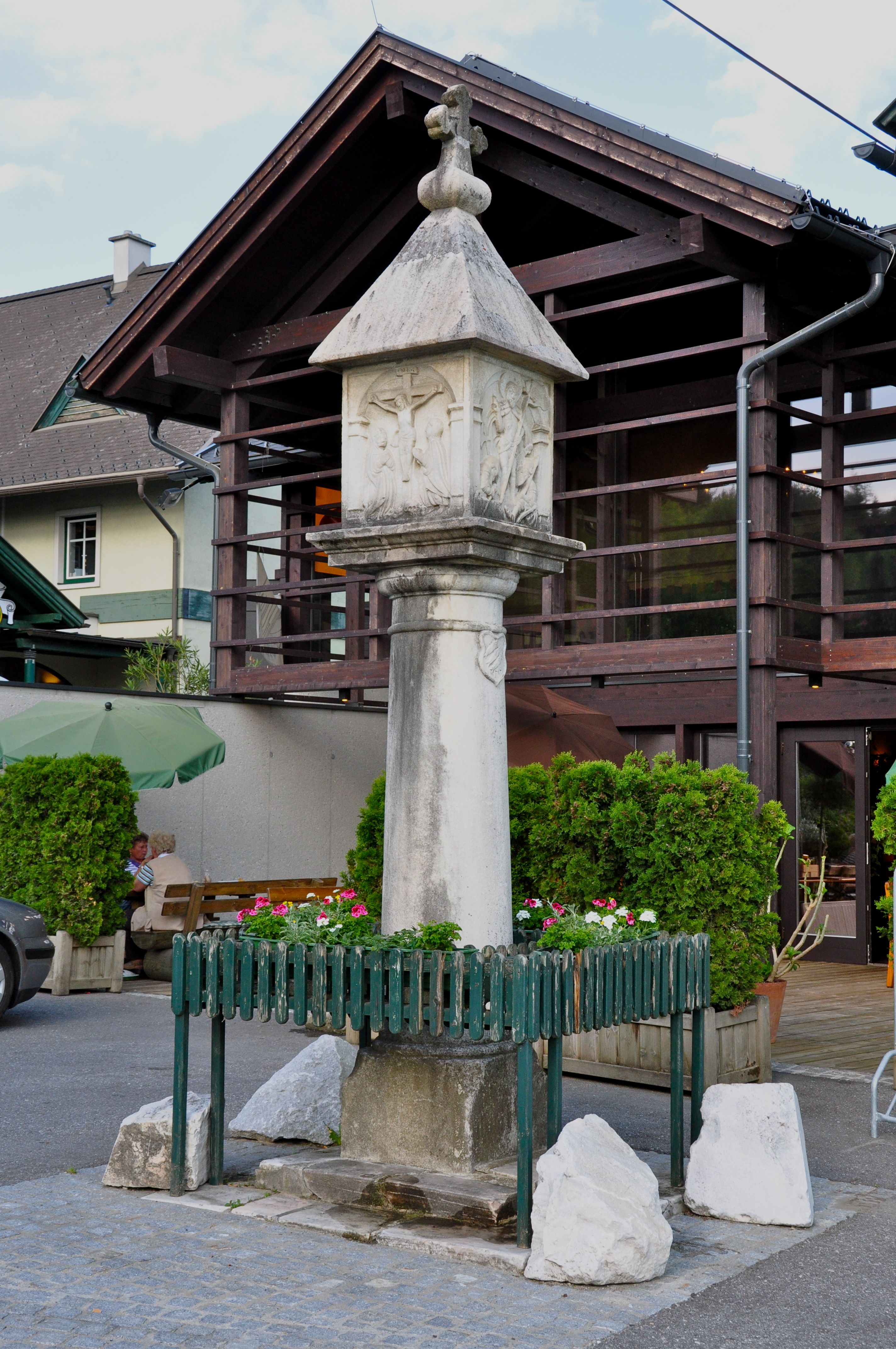
Wernberger Kreuz an der Triester Straße 1

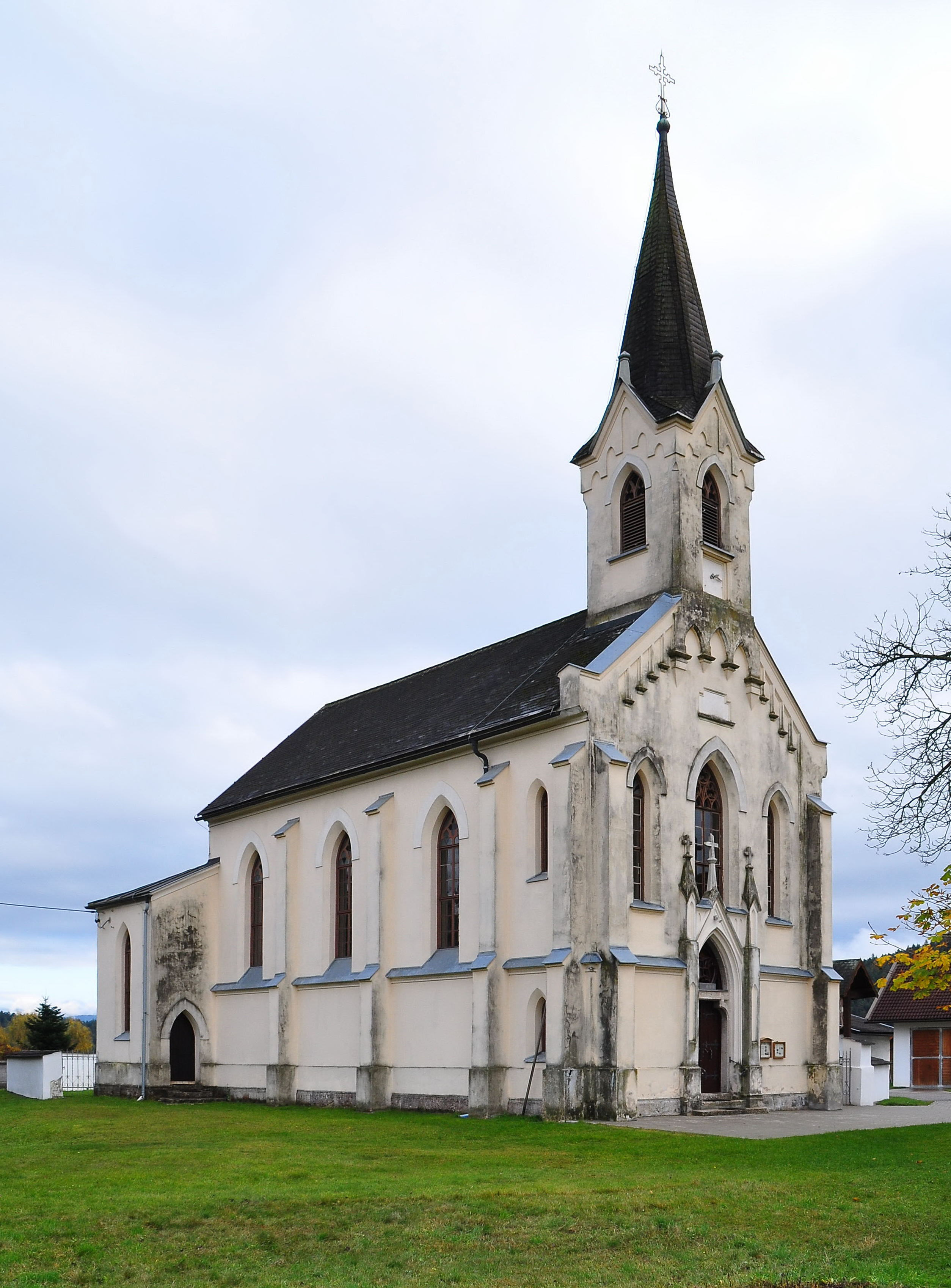
Filialkirche Heiliger Stefan in Föderlach

|         | Ossiach                                     |               |
| Villach | Kompassrose, die auf Nachbargemeinden zeigt | Velden Rosegg |
|         | Villach                                     |               |

## Geschichte
Das Gemeindegebiet war wohl schon in der Antike besiedelt, worauf Relikte römischer Reliefs und Bauten hinweisen, die in der Pfarrkirche von Sternberg sowie in Föderlach und Gottestal gefunden wurden.
Die bisher älteste dokumentierte Erwähnung einer Ortschaft der Gemeinde findet sich in einer Urkunde des Stiftes St. Paul über die Burg Sternberg (als Sternberc) aus der Zeit um 1170/1180. Wernberg wird in einer Urkunde vom 17. November 1227 erstmals erwähnt, die den Abriss einer Draubrücke bei Wernberg sowie die Übergabe des Schlosses Wernberg an das Bistum Bamberg festlegt.
Die Gemeinde bildete sich 1850 aus vier Katastralgemeinden des Steuerbezirks Landskron, 1865 kam die Katastralgemeinde Umberg hinzu. 1922 erfolgten weitere Gebietskorrekturen, dabei verlor Wernberg Teile seines Gemeindegebiets an Villach, erhielt aber auch abgetretene Anteile von Velden und Rosegg.

### Staatsbürgerschaft, Religion
Laut Volkszählung 2001 hat Wernberg 4837 Einwohner, davon sind 94,8 % österreichische Staatsbürger, unter den anderen Nationalitäten sind Deutschland (1,7 %), Bosnien-Herzegowina (1,0 %) und Kroatien (0,9 %) am stärksten vertreten.
77,3 % der Bevölkerung bekennen sich zur römisch-katholischen, 11,7 % zur evangelischen und 0,4 % zur orthodoxen Kirche, 0,8 % sind islamischen Glaubens, 8,2 % ohne religiöses Bekenntnis.
Die Gemeinde Wernberg liegt am nordwestlichen Rand des gemischtsprachigen Gebietes in Kärnten. Die slowenische Prägung der Gemeinde zeigt sich unter anderem darin, dass sie von 1908 bis 1916 mit Matija Vospernik einen Vertreter der Slowenischen Partei zum Bürgermeister hatte. Noch bei der Volkszählung im Jahr 1951 gab ein Fünftel der Bevölkerung Slowenisch als Umgangssprache an, mittlerweile hat sich der Anteil der Kärntner Slowenen an der Gesamtbevölkerung auf weniger als ein Prozent (48 von 4837 Einwohnern bei der Volkszählung 2001) verringert.
Zweisprachig, deutsch-slowenisch, werden im Rahmen des Dekanats Rosegg/Rožek auf dem Gebiet der Gemeinde Wernberg die Pfarrkirche Damtschach/Domačale und deren Filialkirchen Umberg/Umbar und Ragain/Draganje, die Pfarrkirche Gottestal/Skočidol und deren Filialkirche Föderlach/Podravlje sowie die Pfarrkirche Sternberg/Strmec geführt.

### Bevölkerungsentwicklung
| Wernberg: Einwohnerzahlen von 1869 bis 2024         | Wernberg: Einwohnerzahlen von 1869 bis 2024 | Wernberg: Einwohnerzahlen von 1869 bis 2024 | Wernberg: Einwohnerzahlen von 1869 bis 2024 | Wernberg: Einwohnerzahlen von 1869 bis 2024 |
| --------------------------------------------------- | ------------------------------------------- | ------------------------------------------- | ------------------------------------------- | ------------------------------------------- |
| Jahr                                                |                                             |                                             |                                             | Einwohner                                   |
| 1869                                                | 1869                                        |                                             | 1.824                                       | 1.824                                       |
| 1880                                                | 1880                                        |                                             | 1.941                                       | 1.941                                       |
| 1890                                                | 1890                                        |                                             | 2.109                                       | 2.109                                       |
| 1900                                                | 1900                                        |                                             | 2.076                                       | 2.076                                       |
| 1910                                                | 1910                                        |                                             | 2.052                                       | 2.052                                       |
| 1923                                                | 1923                                        |                                             | 2.071                                       | 2.071                                       |
| 1934                                                | 1934                                        |                                             | 2.171                                       | 2.171                                       |
| 1939                                                | 1939                                        |                                             | 2.224                                       | 2.224                                       |
| 1951                                                | 1951                                        |                                             | 2.706                                       | 2.706                                       |
| 1961                                                | 1961                                        |                                             | 3.023                                       | 3.023                                       |
| 1971                                                | 1971                                        |                                             | 3.335                                       | 3.335                                       |
| 1981                                                | 1981                                        |                                             | 3.819                                       | 3.819                                       |
| 1991                                                | 1991                                        |                                             | 4.365                                       | 4.365                                       |
| 2001                                                | 2001                                        |                                             | 4.839                                       | 4.839                                       |
| 2011                                                | 2011                                        |                                             | 5.450                                       | 5.450                                       |
| 2021                                                | 2021                                        |                                             | 5.594                                       | 5.594                                       |
| 2024                                                | 2024                                        |                                             | 5.650                                       | 5.650                                       |
| Quelle(n): Statistik Austria, Gebietsstand 1.1.2021 |                                             |                                             |                                             |                                             |

## Kultur und Sehenswürdigkeiten
- Schloss Wernberg
- Burgruine Sternberg
- Schloss Damtschach
- Burgruine Eichelberg, Umberg
- Pfarrkirche Gottestal
- Pfarrkirche hl. Johannes der Täufer, Damtschach
- Filialkirche hl. Stefan, Föderlach
- Pfarrkirche Sternberg
- Filialkirche Hll. Peter und Paul, Kantnig
- Filialkirche hl. Bartlmä, Ragain
- Filialkirche hl. Matthäus, Umberg
- Schlosskirche Wernberg
- Kapelle, Stallhofen
- Nischenkapelle, Friedhof in Damtschach
- Wernberger Kreuz an der Triester Straße Nr. 1
- Keltischer Kultplatz Viereckschanze nördlich von Terlach
- Abwehrkämpfer-Denkmal: Auf einem Hügel östlich der Ortschaft Wernberg mit Panoramablick auf den Mittagskogel, den Dobratsch und Villach steht ein Marmorblock des KAB Wernberg aus dem Jahr 2002 zum Andenken für die Abwehrkämpfer von Wernberg. Die Inschrift lautet: „Wenn die Heimat reden könnte, würde sie Euch danken den Abwehrkämpfern der Gemeinde Wernberg“

### Wernberger Kreuz
Beim sogenannten Wernberger Kreuz handelt es sich um eine Bildsäule mit einem reliefierten Würfelaufsatz. Am Dachkreuz befindet sich die Bezeichnung 1578. Der Rundpfeiler zeigt zwei Wappenschilde: Der erste (mit der Jahreszahl 1767) zeigt das Wappen der Äbte von Ossiach, der zweite das der Familie Khevenhüller. Der Würfel zeigt auf seinen vier sichtbaren Seiten je ein Relief aus dem Leben Jesu: seine Geburt, die Kreuzigung, seine Auferstehung sowie die Himmelfahrt Christi. Eine vierseitige Pyramide bildet das Dach der Bildsäule, welche die nördliche Grenze des ehemaligen Landesgerichtes Wernberg markiert.

### Sport
In Föderlach befinden sich vier Tennisplätze, ein Freibad (Wernberger Badesee) und ein Fußballplatz.
Die Fußballmannschaft von Wernberg heißt SV Wernberg. Der SV Wernberg zählt über 100 Mitglieder.

## Wirtschaft und Infrastruktur

### Wirtschaftssektoren
Von den landwirtschaftlichen Betrieben des Jahres 2010 wurden drei Viertel im Nebenerwerb geführt. Sehr stark ausgeprägt ist der Produktionssektor. Ist die Anzahl der Betriebe in den Sparten Herstellung von Waren und Bau etwa gleich hoch, so beschäftigt die Warenherstellung drei Viertel der Arbeitnehmer. Die größten Arbeitgeber im Dienstleistungssektor sind die sozialen und öffentlichen Dienste und der Handel (Stand 2011).
| Wirtschaftssektor            | Anzahl Betriebe | Anzahl Betriebe | Anzahl Betriebe | Erwerbstätige | Erwerbstätige | Erwerbstätige |
| Wirtschaftssektor            | 2021            | 2011            | 2001            | 2021          | 2011          | 2001          |
| ---------------------------- | --------------- | --------------- | --------------- | ------------- | ------------- | ------------- |
| Land- und Forstwirtschaft 1) | 49              | 88              | 122             | 61            | 55            | 49            |
| Produktion                   | 63              | 51              | 33              | 791           | 602           | 576           |
| Dienstleistung               | 315             | 237             | 129             | 1041          | 703           | 497           |

| 1) Betriebe mit Fläche in den Jahren 2010 und 1999, Arbeitsstätten im Jahr 2021 Im Jahr 2011 lebten rund 2500 Erwerbstätige in Wernberg. Davon arbeiteten 500 in der Gemeinde und 2000 pendelten aus. Im Gegenzug kamen über 800 Menschen aus der Umgebung, um in Wernberg zu arbeiten. - Eisenbahn: Wernberg liegt an der Südbahn mit einem Bahnhof für die S-Bahn-Linie 1 in Föderlach. Die nähesten Bahnhöfe mit Fernverbindungen sind Velden und Villach. - Straße: Quer durch die Gemeinde verläuft die Süd Autobahn A2 mit einem Teilanschluss Richtung Osten. Mit dem Bau des seit Jahren verzögerten Vollanschlusses soll 2024 begonnen werden. | Die zur Anzeige dieser Grafik verwendete Erweiterung wurde dauerhaft deaktiviert. Wir arbeiten aktuell daran, diese und weitere betroffene Grafiken auf ein neues Format umzustellen. (Mehr dazu) |

| Wernberg benötigt rund 140.000 Megawattstunden Energie im Jahr. Die größten Verbraucher sind die Bereiche Wohnen, Mobilität und Industrie/Gewerbe. | Die zur Anzeige dieser Grafik verwendete Erweiterung wurde dauerhaft deaktiviert. Wir arbeiten aktuell daran, diese und weitere betroffene Grafiken auf ein neues Format umzustellen. (Mehr dazu) |

Der Gemeinderat von Wernberg hat 23 Mitglieder und setzt sich seit der Gemeinderatswahl 2021 wie folgt zusammen:
- 14 SPÖ
- 4 ÖVP
- 4 FPÖ
- 1 Grüne

### Bürgermeisterin
Direkt gewählte Bürgermeisterin ist Doris Liposchek (SPÖ).
- 1997–2021 Franz Zwölbar (SPÖ)[14]
- seit 2021 Doris Liposchek (SPÖ)

### Wappen
Das Wappen von Wernberg nimmt auf die lokale Herrschaftsgeschichte Bezug. Der vierfach gezinnte Schild steht für die vier Burgen Aichelburg, Damtschach, Sternberg und Wernberg. Alle befanden sich im Besitz der Khevenhüller, so dass aus deren Stammwappen der goldene Eichenzweig übernommen wurde. Die drei Sterne schließlich leiten sich vom Wappen der Sternberger Grafen ab.
Wappen und Fahne wurden der Gemeinde am 5. April 1995 verliehen. Die Fahne ist Blau-Gelb mit eingearbeitetem Wappen.

### Partnergemeinde
Seit 1977 unterhält die Gemeinde eine Partnerschaft mit Wernberg-Köblitz in Bayern.

## Persönlichkeiten

### Söhne und Töchter der Gemeinde
- Paul Khevenhüller (1593–1655), schwedischer Militär Kärntner Herkunft
- Matthäus Orasch (1846–1913), Bürgermeister und Abgeordneter im Kärntner Landtag
- Reginald Vospernik (* 1937), Pädagoge, Vorsitzender des Rates der Kärntner Slowenen
- Helmut Haas (* 1950), Gemeinderat, Abgeordneter zum Kärntner Landtag
- Simon Quendler (* 1983), Maler

### Mit der Gemeinde verbundene Persönlichkeiten
- Markus di Bernardo (* 1990), Abgeordneter zum Kärntner Landtag
- Jana Revedin (* 1965), Architektin, Architekturtheoretikerin und Schriftstellerin
- Maria Pacis Irene Vögel (1931–2010), Ordensschwester in Wernberg und Missionarin in Kenia